# にわか雨 (石川ひとみの曲)
「にわか雨」（にわかあめ）は、1983年6月21日に発売された石川ひとみの17枚目のシングル。発売元はキャニオン・レコード。

## 概要
表題曲は1981年に制作されており、「まちぶせ」の次のシングルとして用意されていたが、「まちぶせ」が大ヒットになったことから発売が見送られた。石川は、もしこのとき発売されていたら実際とは別の歌詞になっただろうと語っている。
「みんなの一五一会」シリーズなど、石川が後年に発表した作品中でのセルフカバーは行われていないが、ライブやディナーショーで選曲されることが多い。

## 収録曲
1. にわか雨（3分48秒）
作詞：岡田冨美子／作曲：西島三重子／編曲：松任谷正隆
2. Follow You -空港まで-（3分59秒）
作詞：竜真知子／作曲・編曲：林哲司